# 莫哈末阿兹
莫哈末阿兹（1940年7月29日—2020年12月24日），马来西亚从政者，为巫统党员。他曾经于1999年马来西亚大选至2008年之间代表国民阵线当选为柔佛四加亭的国会议员 。

## 逝世
2020年12月24日，莫哈末阿兹因肾病在柔佛新山苏丹伊斯迈医院过世，享寿80岁。